# Chloroclystis spissidentata
Chloroclystis spissidentata är en fjärilsart som beskrevs av W. Warren 1893. Chloroclystis spissidentata ingår i släktet Chloroclystis och familjen mätare. Inga underarter finns listade i Catalogue of Life.